# 경복 (요)
경복(景福, 1031년 6월 ~ 1032년 11월)은 요나라(거란국) 흥종(興宗) 야율 종진(耶律 宗眞)의 첫번째 연호이다. 1년 5개월 가량 사용하였다.

## 개원
- 태평(太平) 11년 6월 15일[1](1031년 7월 7일)에 연호를 경복(景福)으로 개원함.[2][3][4]

- 경복(景福) 2년 11월 11일[5](1032년 12월 16일)에 연호를 중희(重熙)로 개원함.[2][3][4]

## 연대 대조표
| 경복       | 원년           | 2년                  |
| 서기(西紀) | 1031년         | 1032년               |
| 간지(干支) | 신미(辛未)     | 임신(壬申)           |
| 북송(北宋) | 천성(天聖) 9년 | 10년 명도(明道) 원년 |

## 동시대 연호

### 중국
송(宋)
- 천성(天聖) (1023년 ~ 1032년)
- 명도(明道) (1032년 ~ 1033년)

대리국(大理國)
- 정치(正治) (1027년 ~ 1041년)

### 베트남
- 티엔타인(天成) (1028년 ~ 1034년)

### 일본
- 조겐(長元) (1028년 ~ 1037년)

## 같이 보기
- 다른 왕조의 같은 연호
  - 당(唐) 경복(景福, 892년 ~ 893년)

- 중국의 연호 목록